# Expozice (fotografie)

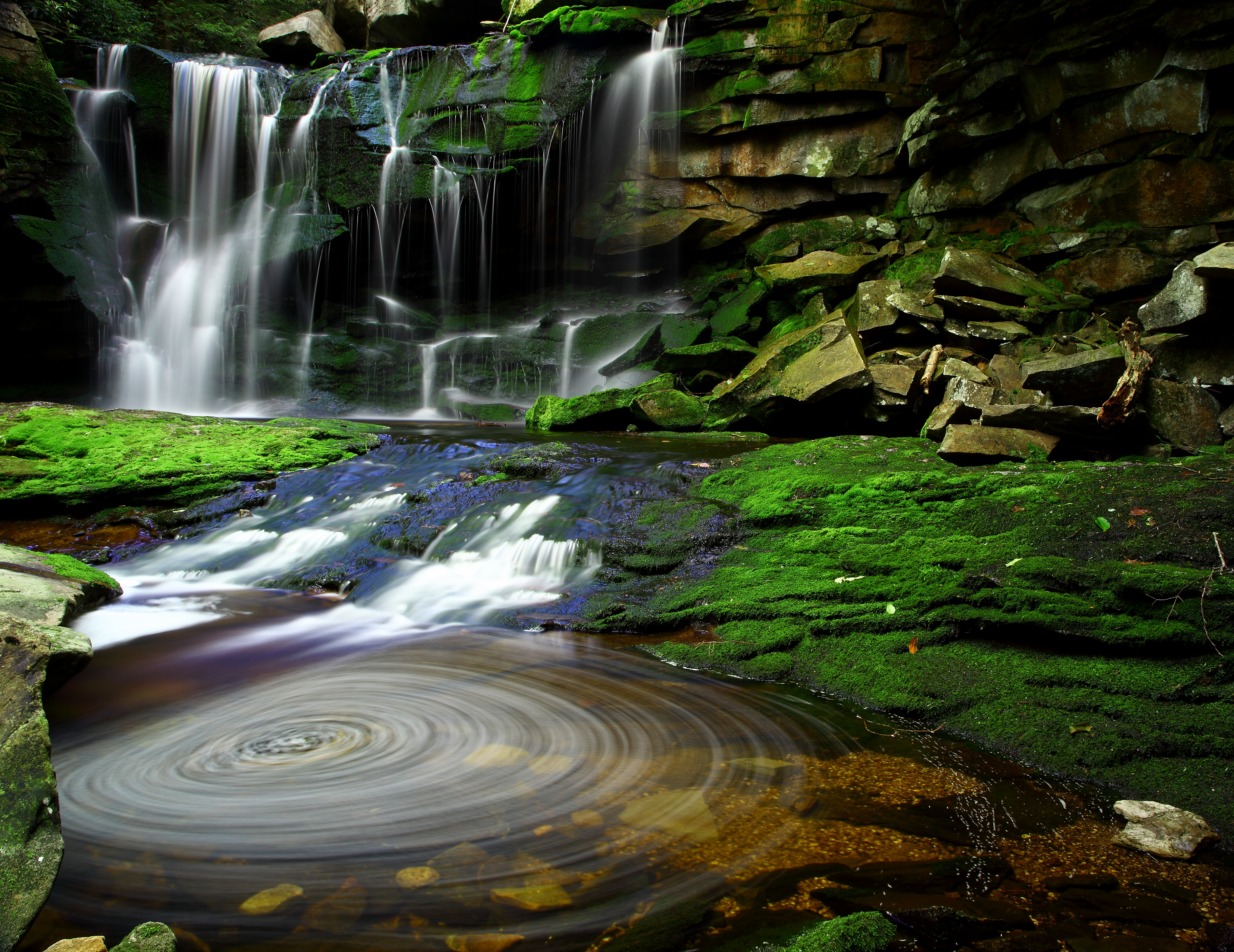
Dlouhý expoziční čas vykouzlil na hladině potoka čarovné kruhy. Forest Wander: Vodopád Elakala v parku Blackwater Falls v americké Západní Virginii

Expozice, česky osvit, je ve fotografii proces vystavení světlocitlivého (fotosenzitivního) prvku (obrazového snímače, fotografického filmu) fotoaparátu působení světelných paprsků vyzařovaných fotografovanou scénou. Obraz fotografované scény je na světlocitlivý prvek vykreslen (promítnut) zpravidla objektivem. Aby světlocitlivý prvek zachytil obraz fotografované scény správně a úplně, je třeba správně určit parametry expozice – zaclonění objektivu (zkráceně clonu) a expoziční čas, tedy dobu působení světla na světlocitlivý prvek.

## Popis
Expoziční stupeň se mění délkou expozice a relativní velikostí otvoru v objektivu, kterým světlo prochází. Expoziční čas se nastavuje v sekundách a jejich zlomcích. Velikost otvoru a tím i množství světla procházejícího objektivem se reguluje clonou. Clonové číslo určuje poměr ohniskové vzdálenosti (f) objektivu a průměru otvoru. Větší clonové číslo proto odpovídá většímu zaclonění, tedy menšímu průměru otvoru.
Vhodné expoziční hodnoty se volí, respektive měří samostatným či vestavěným expozimetrem, podle množství světla, které fotografovaná scéna odráží do objektivu a citlivosti filmu nebo senzoru, na který světlo dopadá a která se udává v jednotkách ISO (DIN, ASA, GOST). Například při použití základní citlivosti 100 ISO a scény osvětlené sluncem za jasného dne bude vhodná hodnota 15 EV. Této hodnotě odpovídají různé kombinace clony a času, např. f/16 a 1/125 s.
V praxi se používají ustálené hodnoty času i clony, které jsou odstupňované v krocích po 1 EV. Méně jasná scéna se zamženým sluncem bude mít 14 EV. Změnu expozice o 1 EV lze dosáhnout změnou času nebo clony o jednu hodnotu, tedy prodloužením času expozice na dvojnásobek (1/60 s) nebo menším zacloněním (f/11). Změnou času v jednom směru a clony o stejný počet kroků opačným směrem zůstane expoziční stupeň zachován. Vhodnému expozičnímu stupni tak odpovídají různé kombinace hodnot času a clony a fotograf má možnost z nich vybírat dle potřeb a tvůrčího záměru. Např. expoziční čas podřídí volbě vhodné clony k dosažení požadované hloubky ostrosti nebo naopak podřídí zaclonění expozičnímu času vhodnému k zachycení pohybujícího se objektu, který chce zaznamenat ostrý či naopak záměrně rozmazaný.

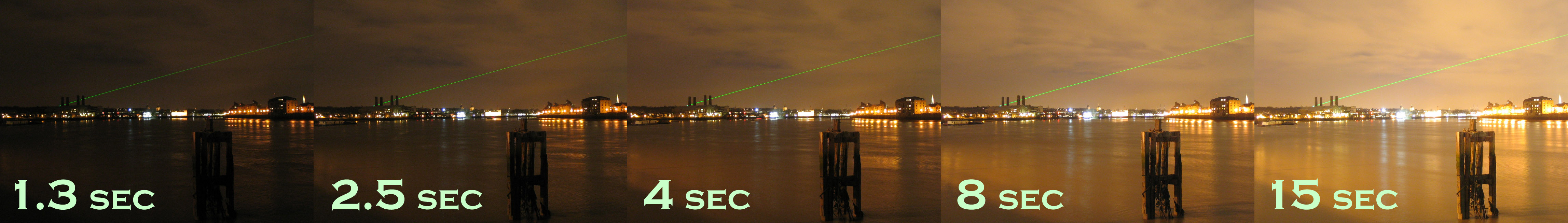
Vliv expozičního času na výslednou fotografii.

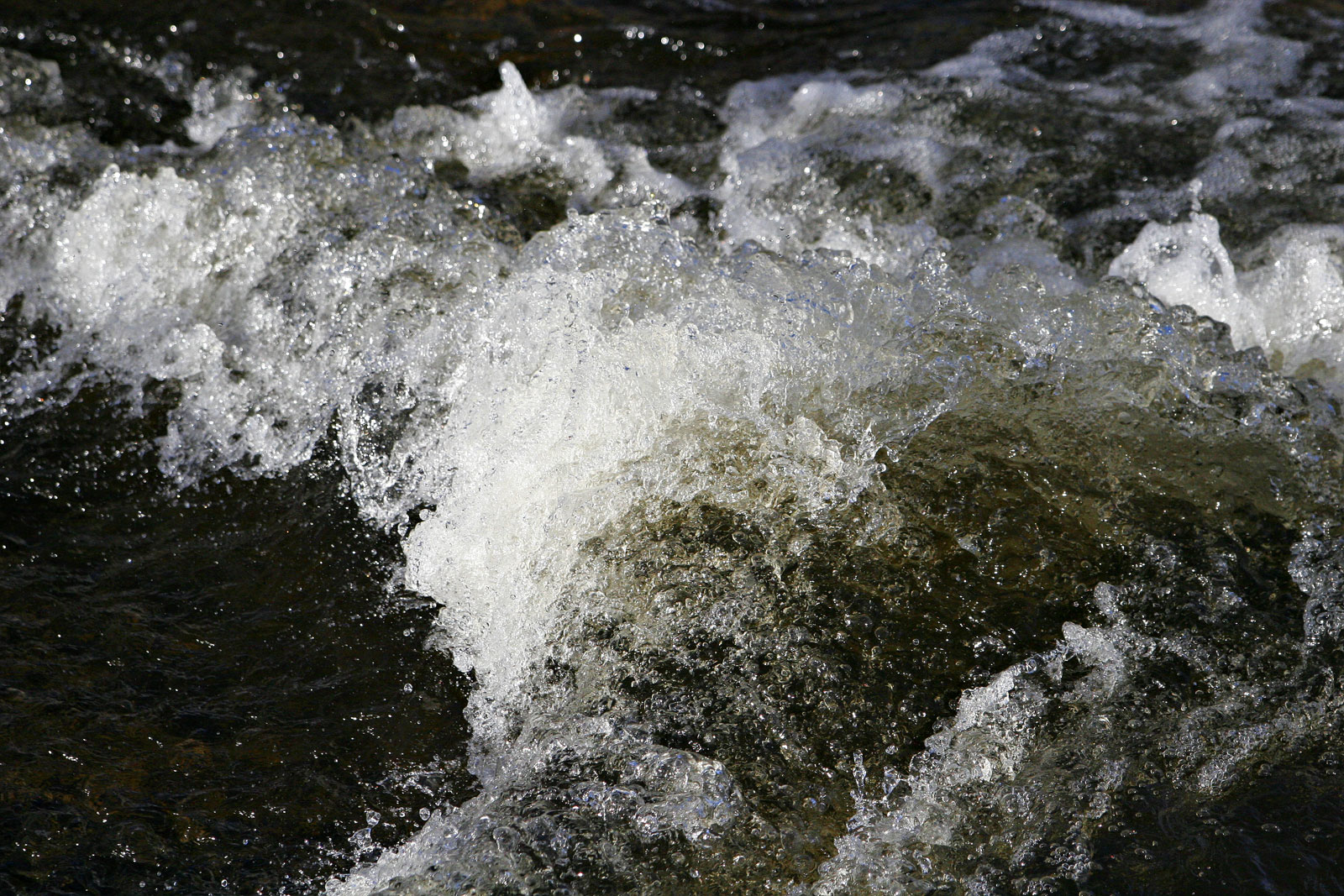
Krátká expozice

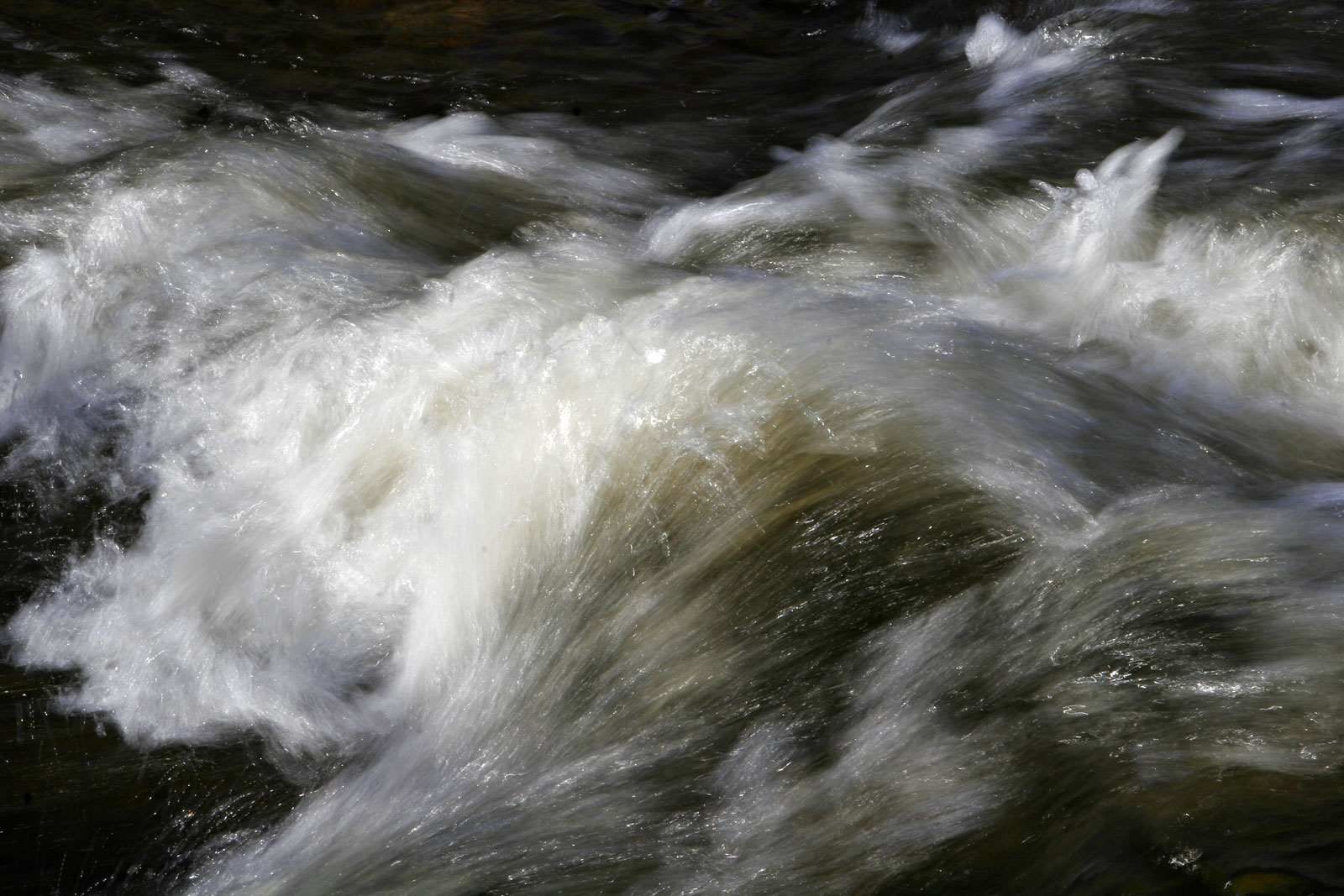
Delší expozice

Boční řez optickou soustavou jednooké zrcadlovky: Světlo (obraz) prochází objektivem (1) a odráží se od zrcadla (2) na matnici (5). Spojná čočka (6) jej koncentruje do pětibokého optického hranolu (7), odkud prochází do hledáčku (8). Při expozici se zrcadlo zvedne a otevře se závěrka (3), skrz niž světlo promítne na senzor (4) stejný obraz jako do hledáčku

## Expoziční hodnota
Hodnota expozice (EV) je definována jako nulová při času 1 s a cloně f/1.0. Měří se na záporné logaritmické stupnici o základu dvě – zvýšení o 1 EV tedy odpovídá polovině propuštěného světla.
EV lze spočítat z clonového čísla N a expozičního času t (v sekundách) pomocí vzorce
{\displaystyle {\mathit {EV}}=2\log _{2}N-\log _{2}t}.
|         | clonové číslo |     |     |     |     |     |     |    |    |    |    |    |    |
| čas (s) | 1.0           | 1.4 | 2.0 | 2.8 | 4.0 | 5.6 | 8.0 | 11 | 16 | 22 | 32 | 45 | 64 |
| 60      | −6            | −5  | −4  | −3  | −2  | −1  | 0   | 1  | 2  | 3  | 4  | 5  | 6  |
| 30      | −5            | −4  | −3  | −2  | −1  | 0   | 1   | 2  | 3  | 4  | 5  | 6  | 7  |
| 15      | −4            | −3  | −2  | −1  | 0   | 1   | 2   | 3  | 4  | 5  | 6  | 7  | 8  |
| 8       | −3            | −2  | −1  | 0   | 1   | 2   | 3   | 4  | 5  | 6  | 7  | 8  | 9  |
| 4       | −2            | −1  | 0   | 1   | 2   | 3   | 4   | 5  | 6  | 7  | 8  | 9  | 10 |
| 2       | −1            | 0   | 1   | 2   | 3   | 4   | 5   | 6  | 7  | 8  | 9  | 10 | 11 |
| 1       | 0             | 1   | 2   | 3   | 4   | 5   | 6   | 7  | 8  | 9  | 10 | 11 | 12 |
| 1/2     | 1             | 2   | 3   | 4   | 5   | 6   | 7   | 8  | 9  | 10 | 11 | 12 | 13 |
| 1/4     | 2             | 3   | 4   | 5   | 6   | 7   | 8   | 9  | 10 | 11 | 12 | 13 | 14 |
| 1/8     | 3             | 4   | 5   | 6   | 7   | 8   | 9   | 10 | 11 | 12 | 13 | 14 | 15 |
| 1/15    | 4             | 5   | 6   | 7   | 8   | 9   | 10  | 11 | 12 | 13 | 14 | 15 | 16 |
| 1/30    | 5             | 6   | 7   | 8   | 9   | 10  | 11  | 12 | 13 | 14 | 15 | 16 | 17 |
| 1/60    | 6             | 7   | 8   | 9   | 10  | 11  | 12  | 13 | 14 | 15 | 16 | 17 | 18 |
| 1/125   | 7             | 8   | 9   | 10  | 11  | 12  | 13  | 14 | 15 | 16 | 17 | 18 | 19 |
| 1/250   | 8             | 9   | 10  | 11  | 12  | 13  | 14  | 15 | 16 | 17 | 18 | 19 | 20 |
| 1/500   | 9             | 10  | 11  | 12  | 13  | 14  | 15  | 16 | 17 | 18 | 19 | 20 | 21 |
| 1/1000  | 10            | 11  | 12  | 13  | 14  | 15  | 16  | 17 | 18 | 19 | 20 | 21 | 22 |
| 1/2000  | 11            | 12  | 13  | 14  | 15  | 16  | 17  | 18 | 19 | 20 | 21 | 22 | 23 |
| 1/4000  | 12            | 13  | 14  | 15  | 16  | 17  | 18  | 19 | 20 | 21 | 22 | 23 | 24 |
| 1/8000  | 13            | 14  | 15  | 16  | 17  | 18  | 19  | 20 | 21 | 22 | 23 | 24 | 25 |

## Přeexpozice a podexpozice

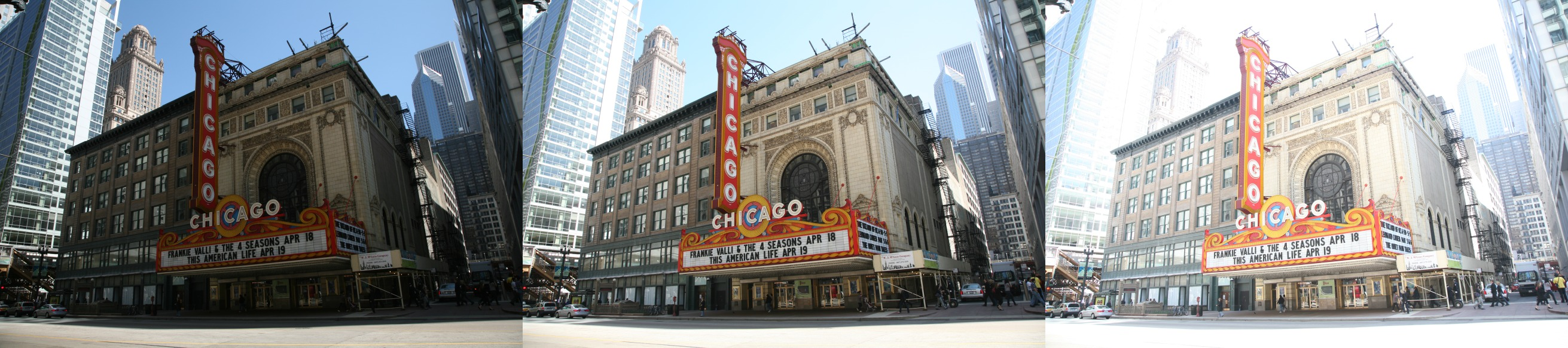
Vlevo je snímek podexponovaný, zcela vpravo přeexponovaný

Termíny „přeexponování“ a „podexponování“ se používají k charakterizování výchylek od optimální expozice, ať již směrem nahoru či dolů. Film, jenž byl světlu vystaven delší než optimální dobu, je často zahlcen uvolněným stříbrem v jasných oblastech expozice, což vede ke ztrátě kontrastu a ostrosti a zvýšení zrnitosti. Na druhé straně, podexpozice vytváří mělké negativy, stav, při kterém není uvolněno dostatečné množství kovového stříbra, které by zpřesnilo vykreslení tmavých a zastíněných ploch.
Expozice přizpůsobená pro stinná místa na filmech s úzkou expoziční tolerancí pravděpodobně skončí přeexponováním jasnějších částí. Čím širší má film expoziční toleranci, tím větší je jeho schopnost poskytnout uspokojivé snímky navzdory přeexponování nebo podexponování. Filmy, z nichž jsou dělány negativy, ať již barevné či černobílé, nabízejí většinou dostatečnou šířku expozice, v níž se fotograf může dopustit určité odchylky od optimální hodnoty. Inverzní film, z něhož se dělají diapozitivy, má expoziční toleranci obvykle menší.

Expoziční řada s histogramem
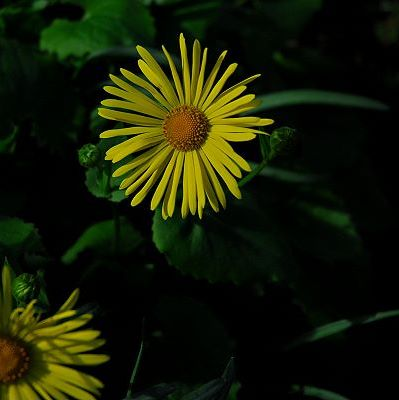
Podexponování
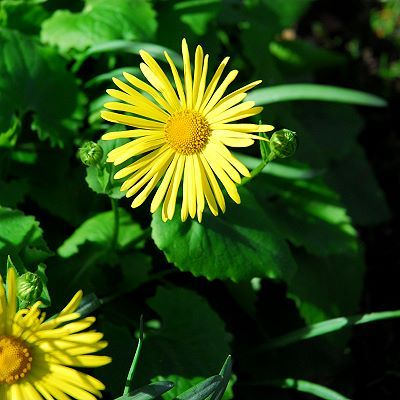
Dobrá expozice
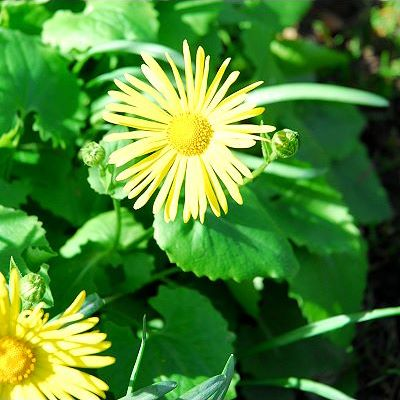
Přeexponování
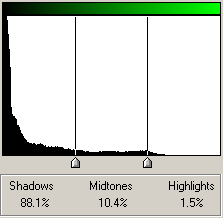
Histogram při podexponování (graf je extrémní vlevo ve stínech)
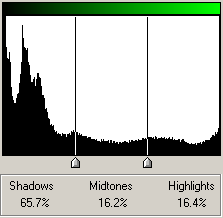
Histogram správné expozice
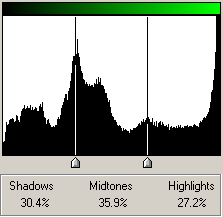
Histogram přeexponovaného snímku (graf je extrémní vpravo ve světlech)

## Expoziční pružnost
Snímky předchozí kapitoly ukazují důležitý parametr - expoziční pružnost snímku (filmu, snímače), která vyjadřuje možnost a kvalitu zachycení částí snímku s různou intenzitou osvětlení, s vysokými kontrasty.
U filmů je zejména úměrná citlivosti, kdy velké kontrasty lépe zobrazují citlivější filmy, takže je vhodné je používat z tohoto důvodu i při silném, avšak jednostranném osvětlení, např. na slunci. Tím dosáhneme vykreslení jak přímo silně nasvícených ploch i zastíněných, byť za cenu mírného snížení rozlišení.
U snímačů digitálních fotopřístrojů nebývá expoziční pružnost tak vysoká a nahrazuje se zpracováním (přepočítáním) dvou ihned po sobě následujících snímků s různou expozicí do jednoho výsledného snímku.